# 伏辊
伏辊，本来指长网成形器上位于成形网上纸幅被揭离之处的作为成形网工作行程段终点的辊筒，它同时又是被成形网所包绕而带动成形网运动的主动辊筒；在圆网成形器则指与网笼或网鼓组成一对挤压脱水元件并使网上纸层被湿毯带走的辊筒；其他型式的成形器也按以上的定义来命名纸幅离网处的主动辊筒。